# Виви, Джино
Джино Виви Кесада (исп. Gino Vivi Quesada; род. 20 декабря 2000, Сан-Хосе) — коста-риканский футболист, вингер клуба «Лос-Анджелес Гэлакси».

## Карьера
Виви — воспитанник клуба «Депортиво Саприсса». В 2019 году Джино переехал в США, где поступил в Университет Центральной Флориды и начал выступать за университетскую футбольную команду. За четыре сезона в Национальной ассоциации студенческого спорта забил 19 голов и отдал 23 голевые передачи в 61 матче.
21 декабря 2022 года на Супердрафте MLS 2023 Виви был выбран в первом раунде под общим 23-м номером клубом «Лос-Анджелес Гэлакси». 24 апреля 2023 года клуб подписал с игроком однолетний контракт с тремя клубными опциями продления до конца сезона 2026. Его профессиональный дебют состоялся 6 мая в матче против «Колорадо Рэпидз», в котором он отыграл 10 минут после выхода на замену во втором тайме. По окончании сезона 2023 «Гэлакси» продлил контракт с Виви на сезон 2024. 5 июля 2024 года Виви был отдан в аренду «Саприссе» до конца года с опцией выкупа. По окончании сезона 2024 «Гэлакси» продлил контракт с Виви на сезон 2025.

## Достижения
«Лос-Анджелес Гэлакси»
- Чемпион MLS (обладатель Кубка MLS): 2024